# Gedved
Gedved is een plaats en voormalige gemeente in Denemarken. Bij de herindeling van 2007 werd de gemeente bij Horsens gevoegd.

## Voormalige gemeente
De oppervlakte bedroeg 151,44 km². De gemeente Gedved telde 10.215 inwoners waarvan 5160 mannen en 5055 vrouwen (cijfers 2005).

## Plaats
De plaats Gedved telt 1774 inwoners (2007) en ligt aan weg 172. Gedved behoort tot parochie Tolstrup.